# 黃通 (1907年)
黃通（1907年—1997年），名慶漢，改名慶儒，字席珍，號伯通、通、更夫，江苏海门人，中华民国政治人物。民國37年（1948年）在南京市選區當選第一屆立法委員。

## 生平[1][2][3]
- 上海文治大學、中央陸軍軍官學校、國防研究院畢業
- 革命實踐研究院十七期及黨政軍幹部聯合作戰研究班第三期結業
- 南京《大華晚報》、《中國日報》新聞記者、副社長
- 南京臨大副教授、建業高級補校教務長
- 執業律師
- 陸軍團長、師政訓主任
- 貴州四區代理行政督察專員
- 三民主義青年團支團幹事、書記
- 中國國民黨南京特別市黨部委員、書記長
- 中國國民黨第六屆中央候補監察委員
- 南京市參議員
- 立法委員
- 臺中市改造會主任委員
- 中國青年反共救國團臺中市主任委員
- 革命實踐研究院副主任
- 中國國民黨立委黨部委員、書記長
- 中國國民黨中央政策會副秘書長
- 中國國民黨黨務顧問
- 中國國民黨中央委員會副秘書長
- 中國國民黨中央評議委員

## 榮譽

### 本國
- 四等景星勳章（1963年6月6日[4]）